# Aphrophora punctifrons
Aphrophora punctifrons är en insektsart som beskrevs av Maximilian Spinola 1850. Aphrophora punctifrons ingår i släktet Aphrophora och familjen spottstritar. Inga underarter finns listade i Catalogue of Life.